# Valle de Viñales
Valle de Viñales – dolina w górach Sierra de los Órganos w zachodniej części Kuby, w okolicach miasteczka Viñales w prowincji Pinar del Río. Jest to historyczny region uprawy tytoniu.
W 1999 roku krajobraz kulturowy Valle de Viñales został wpisany na listę światowego dziedzictwa UNESCO.

## Geografia

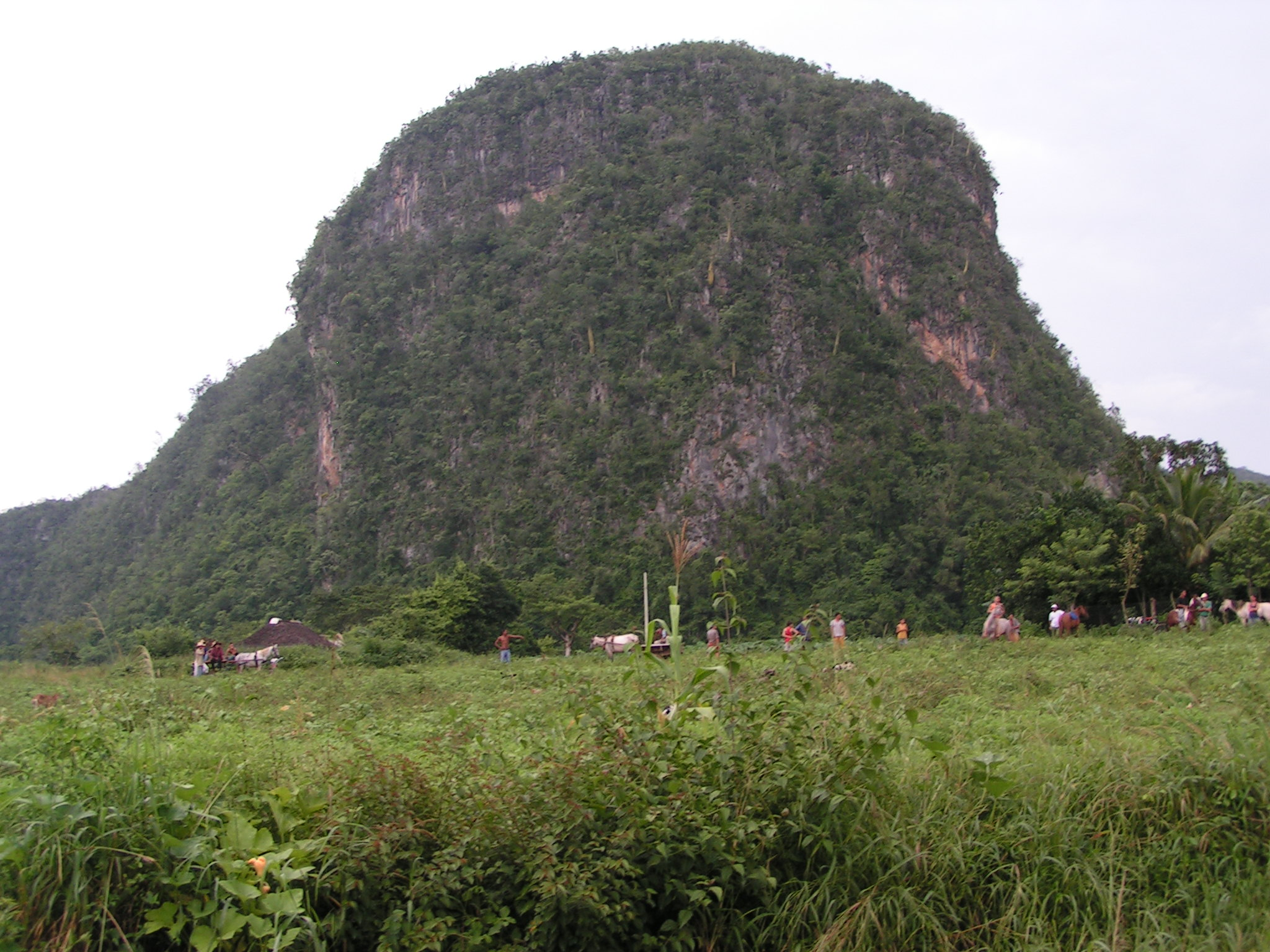
Mogot w Valle de Viñales

Żyzne dno zacienionej doliny stwarza doskonałe warunki do uprawy tytoniu. Valle de Viñales leży wśród charakterystycznych formacji skalnych pasma Sierra de los Órganos, nazywanych mogotami. Są to porośnięte bujną roślinnością ostańce erozyjne, powstałe w okresie jury. Formacje te pełne są jaskiń, z których niektóre stanowią atrakcję turystyczną. Należy do nich Cueva del Indio, w której w czasie konwisty chronili się Indianie z miejscowego plemienia Guanahatabey.

## Tradycje kulturowe
W Valle de Viñales wciąż żywe są tradycje rolnicze – tytoń uprawia się tu tradycyjnymi metodami przy użyciu pługa ciągniętego przez byka, a najpopularniejszym środkiem transportu jest wóz sklecony z długich pni.
Około 4 km na zachód od doliny znajduje się gigantyczne malowidło Mural de la Prehistoria, wykonane w latach 60. XX wieku na zlecenie Fidela Castro. Ilustruje ono ewolucję człowieka aż do ostatniego ogniwa rozwoju, jakim jest "człowiek socjalizmu".